# Kobiór (gromada)
Kobiór – dawna gromada, czyli najmniejsza jednostka podziału terytorialnego Polskiej Rzeczypospolitej Ludowej w latach 1954–1972.
Gromady, z gromadzkimi radami narodowymi (GRN) jako organami władzy najniższego stopnia na wsi, funkcjonowały od reformy reorganizującej administrację wiejską przeprowadzonej jesienią 1954 do momentu ich zniesienia z dniem 1 stycznia 1973, tym samym wypierając organizację gminną w latach 1954–1972.
Gromadę Kobiór z siedzibą GRN w Kobiórze utworzono – jako jedną z 8759 gromad na obszarze Polski – w powiecie pszczyńskim w woj. stalinogrodzkim, na mocy uchwały nr 21/54 WRN w Stalinogrodzie z dnia 5 października 1954. W skład jednostki wszedł obszar dotychczasowej gminy Kobiór oraz niektóre parcele z karty 2 obrębu Dolne Lasy Pszczyńskie z dotychczasowej gromady Cielmice ze zniesionej gminy Urbanowice w tymże powiecie. Dla gromady ustalono 22 członków gromadzkiej rady narodowej.
20 grudnia 1956 województwo stalinogrodzkie przemianowano (z powrotem) na katowickie.
Gromada przetrwała do końca 1972 roku, czyli do kolejnej reformy gminnej. 1 stycznia 1973 w powiecie pszczyńskim reaktywowano gminę Kobiór.
1 lutego 1977 gminę zniesiono włączając jej obszar do gminy Pszczyna i do Tychów. 2 kwietnia 1991 gminę Kobiór reaktywowano.